# Dorado (Puerto Rico)
Dorado (doˈɾaðo) ist eine Ortschaft und eine Kommune an der Nordküste von Puerto Rico 24 km westlich von San Juan.
Der Ort wurde am 22. November 1842 von Jacinto López Martínez im Auftrag der spanischen Krone mit einem Gouverneur namens Santiago Méndez Vigo „versehen“ und wurde so erstmals zu einer Verwaltungseinheit. Heute besteht die Kommune aus 6 Barrios (Espinosa, Higuillar, Maguayo, Mameyal, Pueblo [Verwaltungssitz] und Río Lajas). Sie gehört zur San Juan–Caguas–Guaynabo metropolitan area.
Bürgermeister ist Carlos López Rivera (PNP).
Die 38.165 Einwohner (Stand 2010) sind zu 74,1 % Weiße und Hispanier. Die Bevölkerungsdichte lag im Jahr 2010 bei 634,4 Einwohnern je km² (Landfläche: 60,16 km²).
Die Hauptwirtschaftszweige sind der Tourismus (Strand/Meer) und die Pharmaindustrie (vor allem Boston Scientific, Pfizer und Heraeus).
Der G7-Gipfel in San Juan 1976 fand im Dorado Beach Resort statt.
Vor der Küste befindet sich das Schiffswrack SS Antonio López, das Schiff sank 1898. SS Antonio López Shipwreck Site and Remains ist ein National Historic Landmark und im U.S. National Register of Historic Places gelistet.

## Söhne- und Töchter der Stadt
- Francesco Piovanetti (* 1975), Investmentbanker und Autorennfahrer